# Krylbo

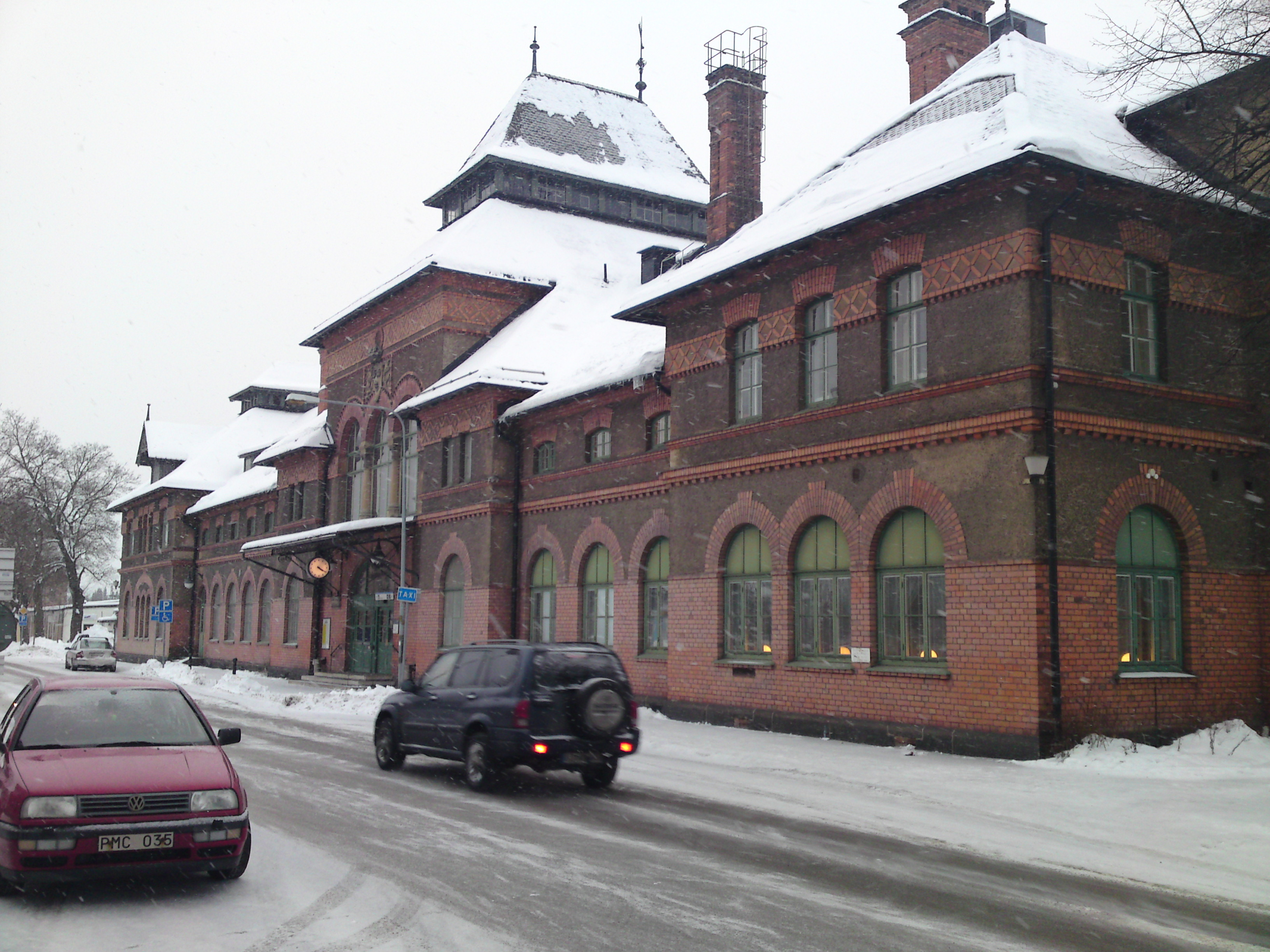
Das Bahnhofsgebäude von Krylbo (2009)

Krylbo ist ein Ort (tätort) in der schwedischen Provinz Dalarnas län und der historischen Provinz Dalarna. Krylbo liegt 4 km südlich des Zentrums von  Avesta.
Krylbo war von 1919 bis 1967 eine Minderstadt (köping) und wurde 1967 in die Stadt Avesta eingemeindet. Seit 2015 wird es wieder als eigenständiger Tätort innerhalb der Gemeinde Avesta geführt.

## Geschichte
Krylbo entstand als Eisenbahnknoten im 19. Jahrhundert. Die damalige staatliche Stammstrecke Norra stambanan von Stockholm und Uppsala erreichte Krylbo im Jahre 1873 und wurde 1874 nach Storvik fortgeführt. Eine private Eisenbahngesellschaft eröffnete 1881 die Strecke Krylbo–Borlänge (Södra Dalarnes Järnväg). Die große Erweiterung des Bahnhofs folgte im Jahre 1900 mit der Strecke Frövi–Krylbo (107 km), die eine direkte Verbindung zwischen dem Süden des Landes z. B. Göteborg und Malmö mit Norrland darstellte.
Das Bahnhofsgebäude (Avesta Krylbo station) des Architekten Folke Zettervall von 1902 ist ein Baudenkmal. Heute wird die Strecke Stockholm–Krylbo–Borlänge Dalabanan genannt. Die Strecke Örebro–Frövi–Krylbo–Storvik ist Teil der sogenannten Godsstråket genom Bergslagen. Der Bahnhofsname war bis 1970 Krylbo, dann Avesta C(entral), ab 1986 Avesta-Krylbo und ab 1988 Avesta Krylbo.
Am 19. Juli 1941 explodierte im Bahnhof ein deutscher Munitionszug (siehe Explosion von Krylbo).
Krylbo ist in der schwedischen Sprache ein Synonym für Eisenbahnknoten (wie in Klart Krylbo!).